# 순천 서면 운평리 고분군
순천 서면 운평리 고분군은 대한민국 전라남도 순천시 서면 운평리 산 2-1에 있는 삼국시대 백제, 가야, 마한 관련 고분군이다. 2014년 1월 14일 순천시 (전라남도)의 향토유적 제5호로 지정되었다.

## 개요
삼국시대 백제, 가야, 마한 관련 고분군이다.